# 和歌山看護専門学校
学校法人平成医療学園和歌山看護専門学校（わかやまかんごせんもんがっこう）は、和歌山県和歌山市にある私立の看護専門学校。運営者は学校法人平成医療学園。2021年度の新入生を最後に、閉校を前提として学生の募集を停止した。2022年度から平成医療学園が宝塚医療大学和歌山保健医療学部看護学科を新設した。

## 沿革
- 2004年 - 創立
- 2020年11月27日 - 当校を運営していた公益社団法人和歌山県病院協会と平成医療学園の間で学校事業譲渡契約が調印され、2021年3月31日に譲渡を実施[2][1]。
- 2024年3月4日 - 当校最後の卒業式を敢行[3]

## 学科
- 看護学科（1学年約50人）

## 所在地
〒640-0112 和歌山県和歌山市西庄1107-26